# マイケル・フォスター (生理学者)

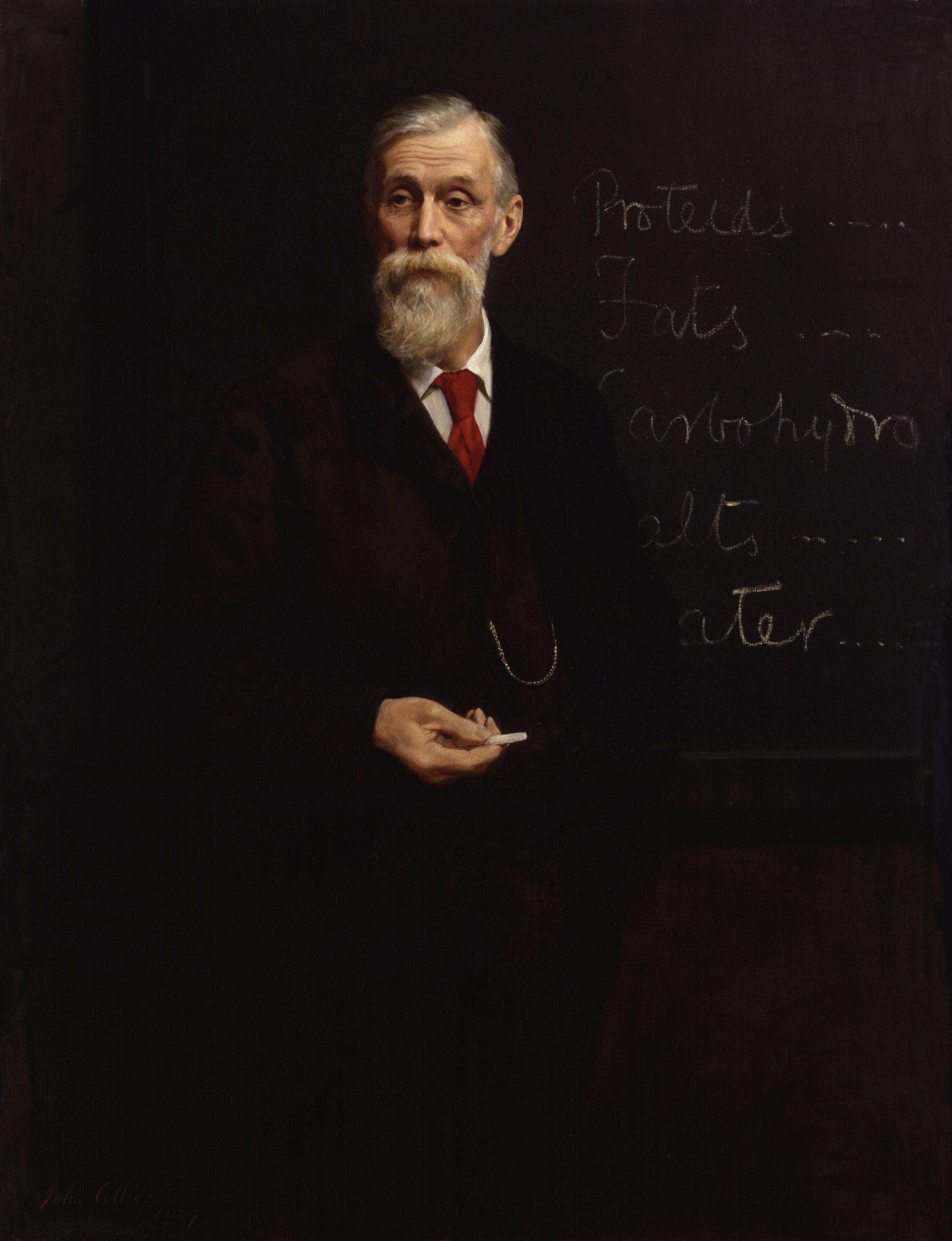
ジョン・コリアによる肖像画

マイケル・フォスター（Sir Michael Foster, KCB, DCL, MD、1836年3月8日 – 1907年1月29日）は、イギリスの医学者である
。

## 略歴
イングランド・ケンブリッジシャーのハンティンドンで生まれた。ロンドン・ユニヴァーシティ・カレッジ・スクールで学び、1859年に医学部を卒業した。しばらくハンティンドンで医師を開業した後、ロンドンに出て、ユニヴァーシティ・カレッジ・ロンドンで臨床生理学を教え、2年後に教授となった。1870年にケンブリッジ大学のトリニティカレッジの生理学の講師職（praelectorship）となり、後に、新設された生理学の教授職に就き、1903年までその職にあった。彼の教えた学生にはノーベル賞を受賞したチャールズ・シェリントンがいる。
教育者として優れ、ケンブリッジ大学の生物学教室の発展に貢献した。1881年から1903年の間、王立協会の事務方を務めた。1899年にKCBを受勲した。1900年には大学を代表して議員にも当選するが議会では重要な役割を得られず、1906年には落選した。
レイ・ランケスターとトーマス・ハクスリーの論文集、"The Scientific Memoirs of Thomas Henry Huxley"の編集を行い、著書には、生理学の教科書、"Textbook of Physiology" (1876)や、""Lectures on the History of Physiology during the 16th, 17th and 18th Centuries" (1901)がある。
アヤメ科の植物の研究家として知られ、新種、Iris lineataなどを、雑誌Gartenflora (1887)で紹介し、カーティス・ボタニカル・マガジンに転載された(1888)。アイッチソン（James Edward Tierney Aitchison）が記載したトルクメニスタンで発見された種、Iris fosterianaの学名にフォスターの名前がつけられた。

## 評伝
- Hawgood, Barbara J (2008). “Sir Michael Foster MD FRS (1836–1907): the rise of the British school of physiology”. Journal of Medical Biography (England) 16 (4):  221–6. doi:10.1258/jmb.2008.008009. PMID 18952994.